# Obergänserndorf
Obergänserndorf ist eine Ortschaft und eine Katastralgemeinde der Marktgemeinde Harmannsdorf im Bezirk Korneuburg in Niederösterreich. Die Ortschaft hat 694 Einwohner (Stand 1. Jänner 2024). Bis Ende 1971 war Obergänserndorf eine eigenständige Gemeinde.

## Geografie
Das unregelmäßig angelegte Straßendorf, das längs des Mühlbaches errichtet wurde, befindet sich westlich der Laaer Straße und nordöstlich des Rohrwaldes.

## Geschichte
Laut Adressbuch von Österreich waren im Jahr 1938 in der Ortsgemeinde Obergänserndorf zwei Bäcker, ein Dachdecker, zwei Fleischer, ein Friseur, drei Gastwirte, drei Gemischtwarenhändler, eine Marktfahrerin, vier Obst- und Gemüsehändler, ein Sägewerk, ein Sattler, zwei Schmiede, eine Schneiderin, drei Schuster, ein Trafikant, zwei Tischler, eine Wagnerin und ein Zimmermeister ansässig.
Mit 1. Jänner 1972 wurden im Zuge der Niederösterreichischen Kommunalstrukturverbesserung die bis dahin selbständigen Gemeinden Obergänserndorf, Hetzmannsdorf, Kleinrötz, Mollmannsdorf und Seebarn nach Harmannsdorf eingemeindet.